# Plocama putorioides
Plocama putorioides là một loài thực vật có hoa trong họ Thiến thảo. Loài này được (Radcl.-Sm.) M.Backlund & Thulin mô tả khoa học đầu tiên năm 2007.